# Uroobovella advena
Uroobovella advena es una especie de arácnido del orden Mesostigmata de la familia Urodinychidae.

## Distribución geográfica
Se encuentra en Francia.